# Ґоздава (Мазовецьке воєводство)
Ґоздава (пол. Gozdawa) — село в Польщі, у гміні Сенно Ліпського повіту Мазовецького воєводства.
Населення — 98 осіб (2011).
У 1975-1998 роках село належало до Радомського воєводства.

## Демографія
Демографічна структура станом на 31 березня 2011 року:
|          | Загалом | Допрацездатний вік | Працездатний вік | Постпрацездатний вік |
| -------- | ------- | ------------------ | ---------------- | -------------------- |
| Чоловіки | 54      | 10                 | 37               | 7                    |
| Жінки    | 44      | 3                  | 24               | 17                   |
| Разом    | 98      | 13                 | 61               | 24                   |